# Orsalebra ornata
Orsalebra ornata är en insektsart som beskrevs av Rauno E. Linnavuori och Delong 1977. Orsalebra ornata ingår i släktet Orsalebra och familjen dvärgstritar. Inga underarter finns listade i Catalogue of Life.